# Diodor d'Antioquia
Diodor d'Antioquia (Diodorus, Διόδωρος) fou un escriptor eclesiàstic grec que va viure a la segona meitat del segle iv. Pertanyé a una família noble, i fou per un temps prevere i arximandrita a Antioquia i va mirar d'introduir entre els monjos una millor disciplina. Quan durant el regnat de Valent el bisbe Meleci d'Antioquia fou enviat a l'exili, Diodor el va acompanyar; el 378 Meleci va poder tornar a la seva seu i un dels seus primera actes fou nomenar Diodor bisbe de Tars. El 381 va anar al Primer Concili de Constantinoble i fou nomenat superintendent general de les esglésies orientals juntament amb Pelagi de Laodicea. No se sap quant de temps fou bisbe a Tars ni quan va morir, però en tots cas ja era mort el 394 doncs el seu successor Falereu va ser present al concili de Constantinoble aquest any. En un dels seus escrits afavoreix opinions que després foren condemnades en ser exposades per Nestori.

## Obres
Va deixar una sèrie d'obres que s'han perdut en versió original (alguns existeixen en siríac), entre elles:
1. Κατὰ εἱμαρμένης (8 llibres contra les teories dels astròlegs, herètics, Bardesanes i altres)
2. Una obra contra Foci, Malquió, Sabel·li, Marcel i Ancirà (Photinus, Malchion, Sabellius, Marcellus, i Ancyranus).
3. Un llibre contra els pagans i els seus ídols probablement el mateix que Κατὰ Πλάτωνος περὶ Δεοῦ καὶ Δεῶν.
4. Χρονικὸν διορθούμενον τὸ σφάλμα Εὐσεβίου τοῦ Παμφίλον περὶ τῶν χρόνων, sobre error de cronologia a Eusebi
5. Περὶ τοῦ εἷς Θεὸς ἐν Τριάδι, contra els arrians o eunomians
6. Πρὸς Γρατιανὸν κεφάλαια
7. Περὶ τῆς Ἱππάρχου σφαίρας.
8. Περὶ προνοίας, sobre la Divina providència
9. Πρὸς Εὐφρόνιον φιλόσοφον
10. Κατὰ Μανιχαίων, 24 llibres
11. Περὶ τοῦ ἁγίου πνεύματος.
12. Πρὸς τοὺς Συνονσιαστάς, contra els apol·linaristes
13. Comentari sobre els llibres del nou i vell Testament